# Helichus latus
Helichus latus is een keversoort uit de familie ruighaarkevers (Dryopidae). De wetenschappelijke naam van de soort werd in 1920 gepubliceerd door Antoine Henri Grouvelle.